# Мантейгаш
Манте́йгаш (порт. Manteigas; МФА: [mɐ̃.ˈtɐj.gɐʃ]) — муніципалітет і містечко в Португалії, в окрузі Гуарда. Розташований у східній частині країни, на теренах історичної португальської провінції Бейра. Належить до Гуардської діоцезії Католицької церкви в Португалії. Права міського самоврядування має з 1188 року. Поділяється на 4 парафії. За адміністративним поділом, чинним до 1976 року, був складовою провінції Верхня Бейра. Площа муніципалітету — 121,98 км², населення муніципалітету — 3430 ос. (2011); густота населення — 28,12 осіб/км²
. Патрон — Діва Марія. Святковий день муніципалітету — 4 березня. Поштовий індекс — 6260.  Код місцевої адміністративної одиниці — 0908. Складова статистичного регіону Центр.

## Географія
Мантейгаш розташований в центрі Португалії, на південному заході округу Гуарда.
Мантейгаш межує на північному сході — з муніципалітетом Говея, на сході — з муніципалітетом Гуарда, на південному сході — з муніципалітетом Ковілян, на заході — з муніципалітетом Сея.

## Історія
1188 року португальський король Саншу I надав Мантейгашу форал, яким визнав за поселенням статус містечка та муніципальні самоврядні права.

## Населення
| Кількість мешканців | Кількість мешканців | Кількість мешканців | Кількість мешканців | Кількість мешканців | Кількість мешканців | Кількість мешканців | Кількість мешканців | Кількість мешканців | Кількість мешканців | Кількість мешканців | Кількість мешканців | Кількість мешканців | Кількість мешканців | Кількість мешканців |
| ------------------- | ------------------- | ------------------- | ------------------- | ------------------- | ------------------- | ------------------- | ------------------- | ------------------- | ------------------- | ------------------- | ------------------- | ------------------- | ------------------- | ------------------- |
| 1864                | 1878                | 1890                | 1900                | 1911                | 1920                | 1930                | 1940                | 1950                | 1960                | 1970                | 1981                | 1991                | 2001                | 2011                |
| 2 855               | 3 300               | 3 802               | 4 134               | 4 073               | 3 802               | 4 080               | 4 863               | 5 390               | 5 276               | 4 717               | 4 493               | 4 192               | 4 094               | 3 430               |